# Turtle Rock Studios
Turtle Rock Studios (antigamente Valve South) é uma empresa desenvolvedora de jogos eletrônicos fundada em março de 2002 por Michael Booth. Desenvolveu o jogo Left 4 Dead - lançado em 4 de novembro de 2008 e comprado pela Valve Software em janeiro de 2008. Além disso, desenvolveu o jogo Evolve, lançado em fevereiro de 2015.

## lista de jogos
Turtle Rock Studios é mais conhecido por seu trabalho nas franquias Valve Counter-Strike e Left 4 Dead. Os trabalhos incluem:
| Ano  | Jogo                           | Publicadora                            | Plataforma(s) | Plataforma(s) | Plataforma(s) | Plataforma(s) | Plataforma(s) | Plataforma(s) | Plataforma(s) | Plataforma(s) | Plataforma(s) | Plataforma(s) | Plataforma(s) | Plataforma(s) | Plataforma(s) | Plataforma(s)   |
| Ano  | Jogo                           | Publicadora                            | Win           | Mac           | Lin           | Xbox          | X360          | PS4           | PS5           | XBO           | XSX/S         | iOS           | Android       | Oculus Go     | Oculus Quest  | Nintendo Switch |
| ---- | ------------------------------ | -------------------------------------- | ------------- | ------------- | ------------- | ------------- | ------------- | ------------- | ------------- | ------------- | ------------- | ------------- | ------------- | ------------- | ------------- | --------------- |
| 2003 | Counter-Strike (Xbox port)     | Microsoft Game Studios                 | Não           | Não           | Não           | Sim           | Não           | Não           | Não           | Não           | Não           | Não           | Não           | Não           | Não           | Não             |
| 2004 | Counter-Strike: Condition Zero | Sierra Entertainment                   | Sim           | Sim           | Sim           | Não           | Não           | Não           | Não           | Não           | Não           | Não           | Não           | Não           | Não           | Não             |
| 2004 | Counter-Strike: Source         | Valve                                  | Sim           | Sim           | Sim           | Não           | Não           | Não           | Não           | Não           | Não           | Não           | Não           | Não           | Não           | Não             |
| 2004 | Half-Life 2: Deathmatch        | Valve                                  | Sim           | Sim           | Sim           | Não           | Não           | Não           | Não           | Não           | Não           | Não           | Não           | Não           | Não           | Não             |
| 2008 | Left 4 Dead                    | Valve                                  | Sim           | Sim           | Não           | Não           | Sim           | Não           | Não           | Não           | Não           | Não           | Não           | Não           | Não           | Não             |
| 2009 | Left 4 Dead 2: The Passing     | Valve                                  | Sim           | Sim           | Sim           | Não           | Sim           | Não           | Não           | Não           | Não           | Não           | Não           | Não           | Não           | Não             |
| 2010 | Left 4 Dead: The Sacrifice     | Valve                                  | Sim           | Sim           | Não           | Não           | Sim           | Não           | Não           | Não           | Não           | Não           | Não           | Não           | Não           | Não             |
| 2010 | Left 4 Dead 2: The Sacrifice   | Valve                                  | Sim           | Sim           | Sim           | Não           | Sim           | Não           | Não           | Não           | Não           | Não           | Não           | Não           | Não           | Não             |
| 2011 | Leap Sheep!                    | Turtle Rock Studios                    | Não           | Não           | Não           | Não           | Não           | Não           | Não           | Não           | Não           | Sim           | Sim           | Não           | Não           | Não             |
| 2015 | Evolve                         | 2K Games                               | Sim           | Não           | Não           | Não           | Não           | Sim           | Não           | Sim           | Não           | Não           | Não           | Não           | Não           | Não             |
| 2016 | Evolve Stage 2                 | 2K Games                               | Sim           | Não           | Não           | Não           | Não           | Não           | Não           | Não           | Não           | Não           | Não           | Não           | Não           | Não             |
| 2016 | Face Your Fears                | Oculus Studios                         | Sim           | Não           | Não           | Não           | Não           | Não           | Não           | Não           | Não           | Não           | Não           | Sim           | Não           | Não             |
| 2017 | The Well                       | Oculus Studios                         | Não           | Não           | Não           | Não           | Não           | Não           | Não           | Não           | Não           | Não           | Não           | Sim           | Não           | Não             |
| 2019 | Face Your Fears 2              | Oculus Studios                         | Sim           | Não           | Não           | Não           | Não           | Não           | Não           | Não           | Não           | Não           | Não           | Não           | Sim           | Não             |
| 2019 | Journey of the Gods            | Oculus Studios                         | Sim           | Não           | Não           | Não           | Não           | Não           | Não           | Não           | Não           | Não           | Não           | Não           | Sim           | Não             |
| 2021 | Back 4 Blood                   | Warner Bros. Interactive Entertainment | Sim           | Não           | Não           | Não           | Não           | Sim           | Sim           | Sim           | Sim           | Não           | Não           | Não           | Não           | Não             |

### Left 4 Dead
Left 4 Dead é um Tiro em primeira pessoa survival horror, lançado em novembro de 2008 para Microsoft Windows e Xbox 360. A Valve liderou o desenvolvimento do jogo, com assistência fornecida por Turtle Rock. Ele coloca ênfase na jogabilidade cooperativa, na qual os jogadores devem lutar contra zumbis para completar os níveis. Além disso, o jogo apresenta um modo chamado modo Versus, no qual uma equipe de quatro jogadores joga como sobreviventes que competem contra uma equipe de quatro jogadores que jogam como personagens infectados especiais, como Smoker, Hunter, Boomer e Tank. O jogo alterna as rodadas por fase, fazendo com que cada equipe de quatro jogue tanto com os personagens sobreviventes quanto com os personagens especiais infectados. O jogo foi construído sobre a versão mais avançada do Source Engine disponível na época e introduziu a versão 2 da tecnologia AI de Turtle Rock, que já havia sido atualizada a partir da IA usada para os bots em Condition Zero. O jogo foi lançado para Microsoft Windows e Xbox 360 em novembro de 2008. O jogo foi aclamado pela crítica. A versão para PC do jogo recebeu 89 de 100 do Metacritic, um agregador de reviews. O título foi pensado para ter redefinido a jogabilidade cooperativa. O sucesso de Left 4 Dead levou a Valve a desenvolver Left 4 Dead 2, o próximo capítulo da série. Juntamente com sua sequência, a franquia vendeu coletivamente 12 milhões de cópias em 1 de outubro de 2012.

### Evolve
Evolve foi o próximo grande projeto de Turtle Rock depois de Left 4 Dead.  Publicado pela 2K Games e alimentado por CryEngine 3, o título é um jogo multijogador assimétrico que coloca quatro jogadores, que jogam como caçadores em uma perspectiva de primeira pessoa, contra um jogador que joga como um monstro em uma visão de terceira pessoa. Uma versão alfa do jogo foi lançada em 15 de janeiro de 2015. A versão completa foi lançada em 10 de fevereiro de 2015 para Microsoft Windows, PlayStation 4 e Xbox One. Embora o jogo tenha recebido críticas geralmente positivas, sua extensa lista de conteúdo para download disponível no lançamento causou polêmica. No entanto, o jogo vendeu 2,5 milhões de cópias em 18 de maio de 2015, e foi considerado como outro "IP permanente" pelo proprietário Take-Two Interactive. Evolve se tornou um jogo free-to-play em julho de 2016. Em 3 de setembro de 2018, os servidores dedicados da Evolve foram desligados.

### Back 4 Blood
Turtle Rock anunciou Back 4 Blood em março de 2019. Embora inspirado nos jogos Left 4 Dead da Valve, Back 4 Blood é uma propriedade intelectual totalmente original, embora ainda veja os jogadores trabalhando cooperativamente para lutar em um apocalipse zumbi. O jogo também possui um modo jogador contra jogador. O jogo foi lançado em 12 de outubro de 2021, para Steam e Xbox Game Pass, com críticas geralmente positivas, mas opinião pública mista. Publicado por Warner Bros. Interactive Entertainment para Windows, PlayStation 4, PlayStation 5, Xbox One e Xbox Series X/S.